# Kurt Garger
Kurt Garger (Strem, 15 settembre 1960) è un allenatore di calcio, dirigente sportivo ed ex calciatore austriaco, di ruolo difensore.

## Palmarès

### Giocatore

#### Competizioni nazionali
- Campionato austriaco: 7

Rapid Vienna: 1981-1982, 1982-1983, 1986-1987, 1987-1988
Swarovski Tirol: 1988-1989, 1989-1990
Salisburgo: 1993-1994
- Coppa d'Austria: 6

Rapid Vienna: 1982-1983, 1983-1984, 1984-1985, 1986-1987, 1993-1994
Swarovski Tirol: 1988-1989
- Supercoppa d'Austria: 2

Rapid Vienna: 1986, 1987

#### Competizioni internazionali
- Coppa Intertoto UEFA: 2

Swarovski Tirol: 1989
Salisburgo: 1991